# London Independent Producers
London Independent Producers est une société de production cinématographique créée en 1951 par Sydney Box et William MacQuitty, pour sortir de la tutelle de The Rank Organisation.

## Filmographie (sélection)
- 1953 : Au coin de la rue (Street Corner) de Muriel Box
- 1953 : The Dog and the Diamonds (en) de Ralph Thomas
- 1954 : Le Vagabond des îles (The Beachcomber) de Muriel Box
- 1954 : Le Cargo de la drogue (Forbidden Cargo) d'Harold French
- 1955 : L'Emprisonné (The Prisoner) de Peter Glenville
- 1955 : Opération Tirpitz (Above Us the Waves) de Ralph Thomas